# Spigelia macrophylla
Spigelia macrophylla là một loài thực vật có hoa trong họ Mã tiền. Loài này được (Pohl) DC. miêu tả khoa học đầu tiên năm 1845.